# Église Notre-Dame de Denée
L'église Notre-Dame est une église située à Denée, en France.

## Localisation
L'église est située dans le département français de Maine-et-Loire, sur la commune de Denée.

## Historique
L'édifice est inscrit au titre des monuments historiques en 1968.